# Helions Bumpstead
Pour l’article homonyme, voir Bumpstead.
Helions Bumpstead est un village et une paroisse civile de l'Essex, en Angleterre.